# Gabriel von Seidl
Gabriel von Seidl (Múnich 9 de diciembre de 1848 - Múnich 27 de abril de 1913) fue un arquitecto alemán representante del estilo historicista en la arquitectura.
Gabriel Seidl nació en la ciudad de Múnich, Baviera, en 1848. Era el primer hijo de un acomodado empresario panadero, Anton Seidl, y su esposa Teresa, hija de un industrial cervecero, Gabriel Sedlmayr. Seidl estudió inicialmente ingeniería mecánica en la Escuela Politécnica de Múnich. Trabajó como ingeniero mecánico en Inglaterra, donde encontró que su verdadero vocación estaba en el campo de la arquitectura. En consecuencia, comenzó a estudiar en la Academia de Bellas Artes de Múnich. Entre 1870 y 1871 interrumpió sus estudios para participar como voluntario en el ejército prusiano en la Guerra franco-prusiana. En 1878, después de un largo periodo de estudio en Roma, abrió un estudio de decoración de interiores.
Seidl fue miembro de la Asociación de Artes y Oficios de Baviera fundada en 1851 y rápidamente se ganó la admiración de sus miembros, entre los que destacaban Lorenz Gedon, Rudolf von Seitz y Fritz von Miller. En 1900 Gabriel Seidl fue galardonado con el Verdienstorden der Bayerischen Krone ("Orden al Mérito de la Corona de Baviera"). De esta manera fue elevado a la nobleza y se convirtió en Ritter von Seidl. En 1908 le fue concedido el Pour le Mérite für Wissenschaften und Künste ("Caballero de la Orden Pour le Mérite de Ciencias y Artes"). En 1902, fundó la Isartalverein, una asociación para la conservación de la bellezas naturales del valle de Isar, en la Casa de los Artistas de Múnich. El Isartalverein fue fundada con el fin de evitar una mayor destrucción del valle de Isar por los especuladores después del establecimiento de las primeras plantas de energía eléctrica en esa zona por la empresa Isarwerke GmbH.
Seidl fue nombrado ciudadano honorario de Speyer, el 14 de abril de 1909 por la construcción de un nuevo edificio para el Museo Histórico del Palatinado en esta ciudad. En 1913 fue nombrado ciudadano honorario de Múnich.
Desde 1866, Seidl, al igual que su primo Gabriel Ritter von Sedlmayr, fue miembro del Corps Germania Munich. No solo fue un miembro de esta hermandad hasta su muerte, sino que también dibujó los planos para la construcción de su sede y supervisó el progreso de la obra.
En 1890, contrajo matrimonio con Seidl Franziska Neunzert, con la que tuvo cinco hijos. Seidl murió en 1913 en su residencia de Marte Road en Múnich y está enterrado en el cementerio Alter Südfriedhof. Su hermano, Emanuel von Seidl, fue también arquitecto, centrado principalmente en edificios residenciales privados.

## Obra más destacada

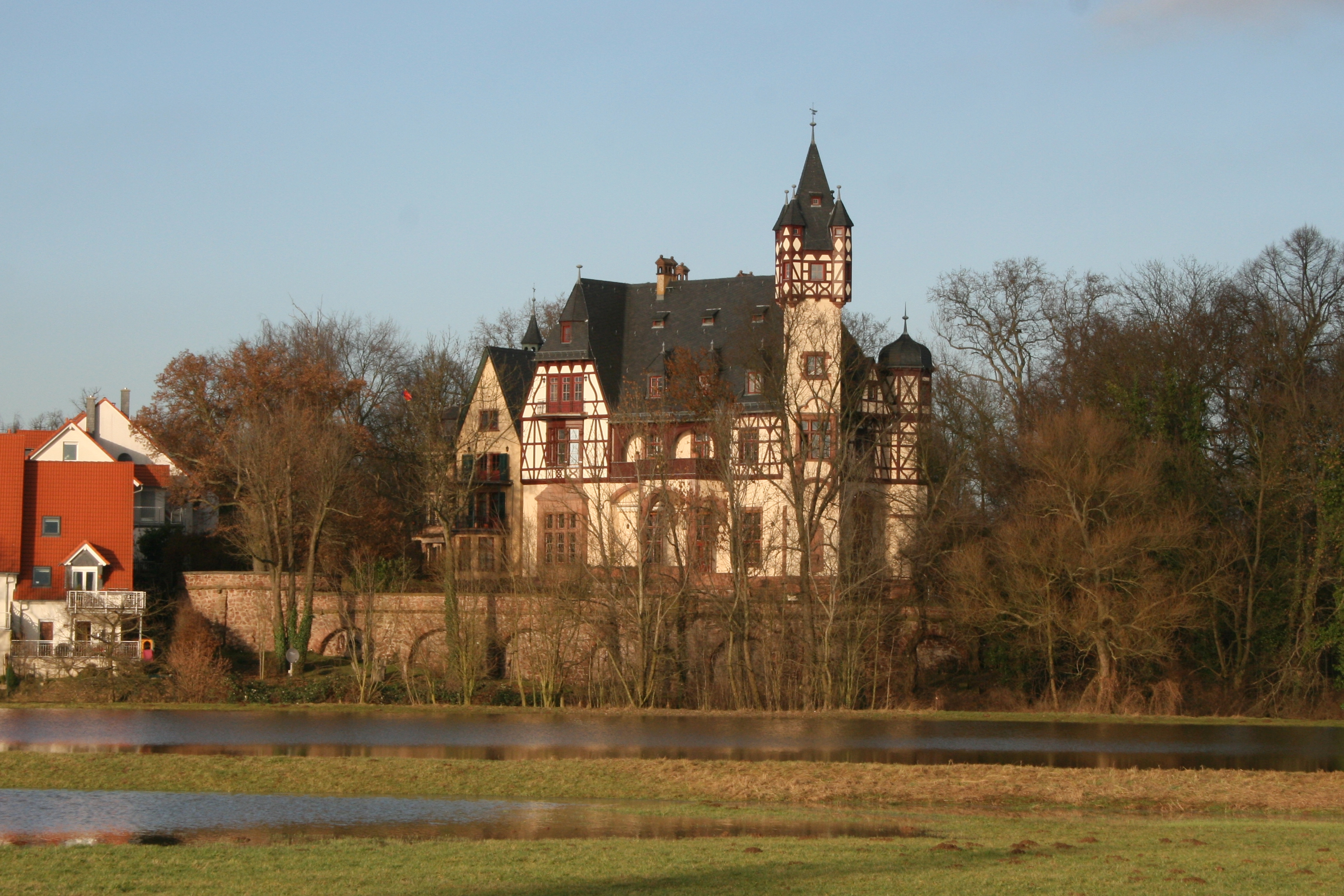
New Castle Büdesheim, Büdesheim (Schöneck), 1885
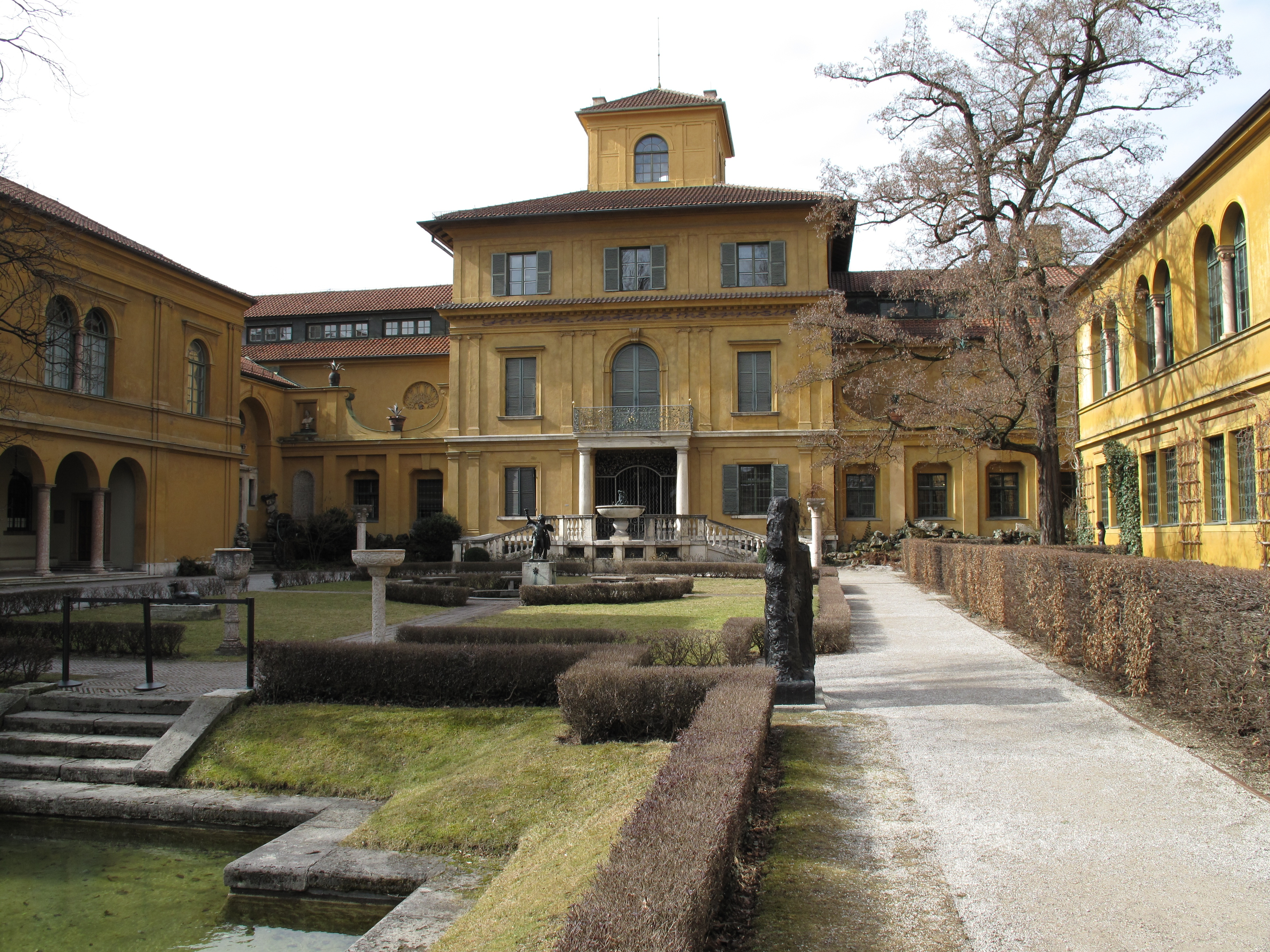
Villa Lenbach, Munich, 1887–1891
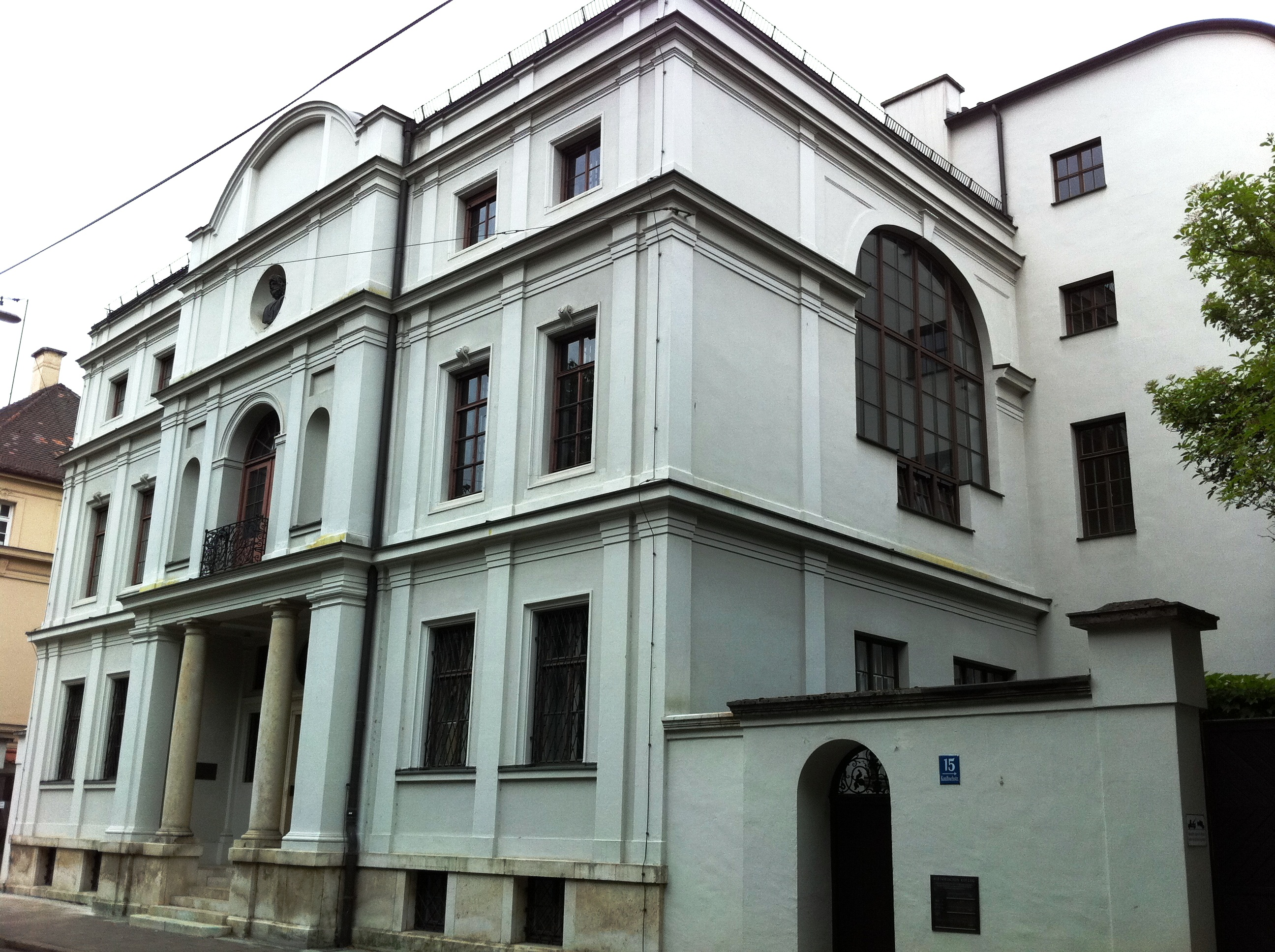
Villa del pintor Friedrich August von Kaulbach, Múnich, 1887–1889
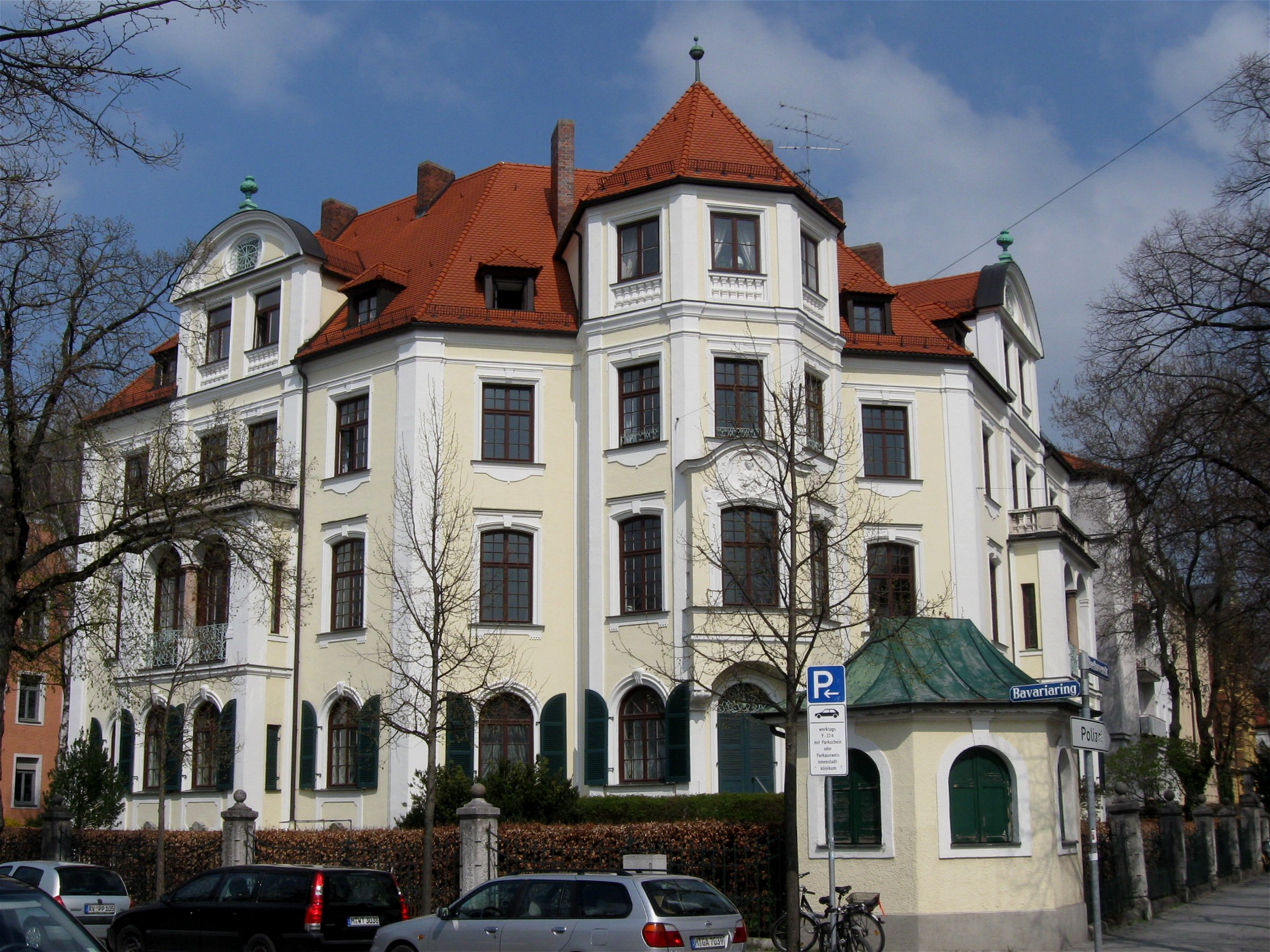
Casa en Bavariaring 24, Munich, 1888
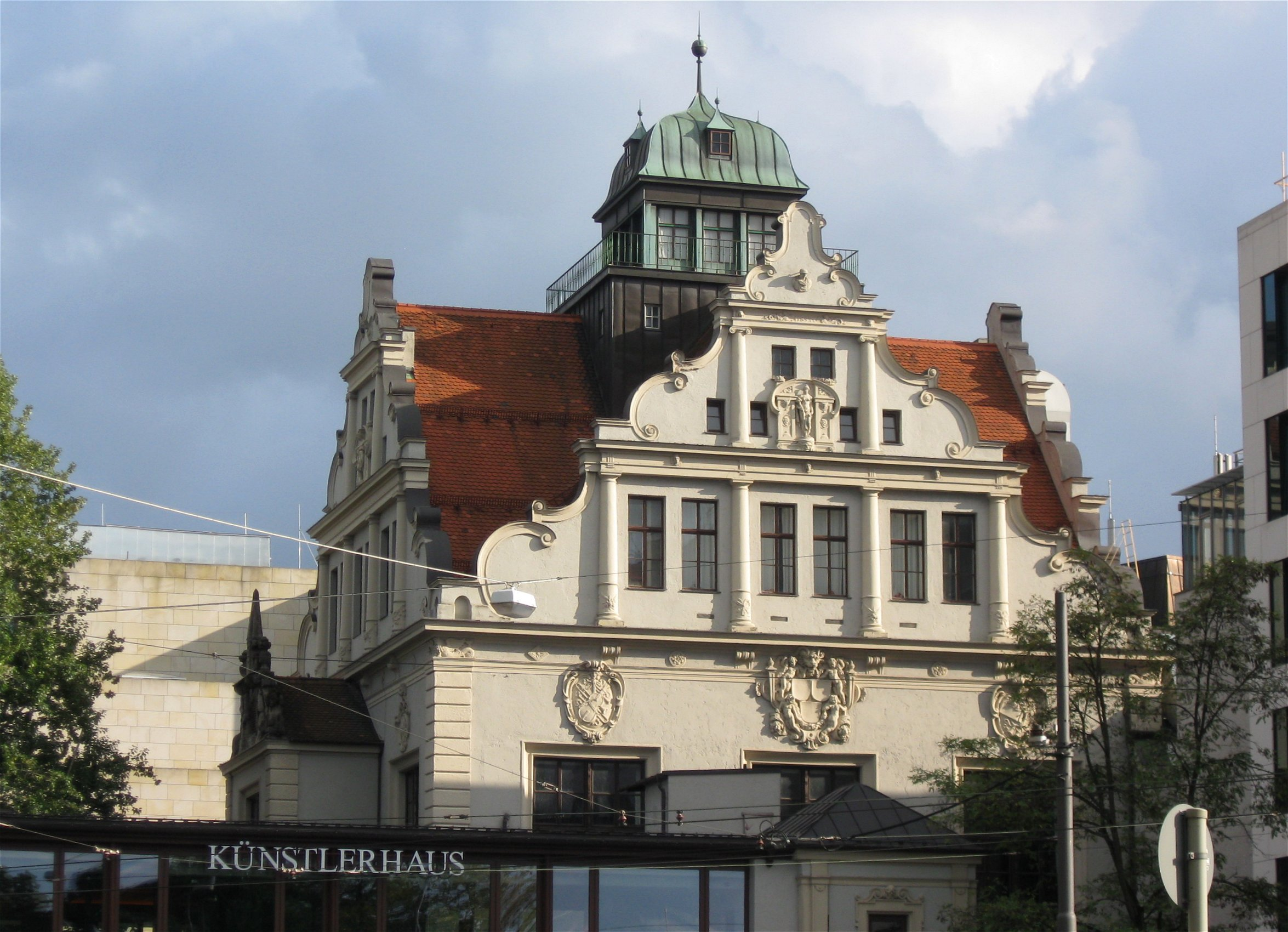
Künstlerhaus ("Artists' House") en Lenbachplatz, Munich, 1893–1900
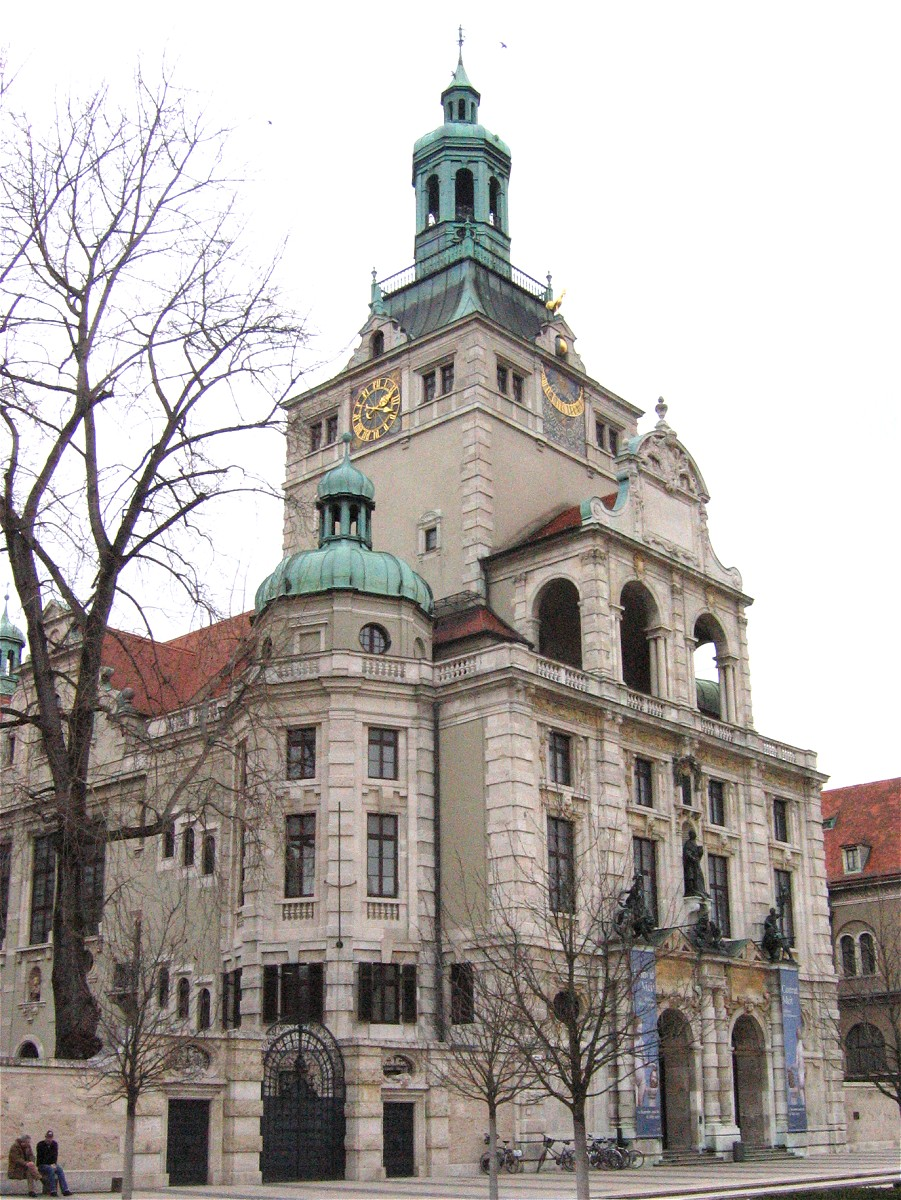
Museo Nacional Bávaro, Múnich, 1894–1899
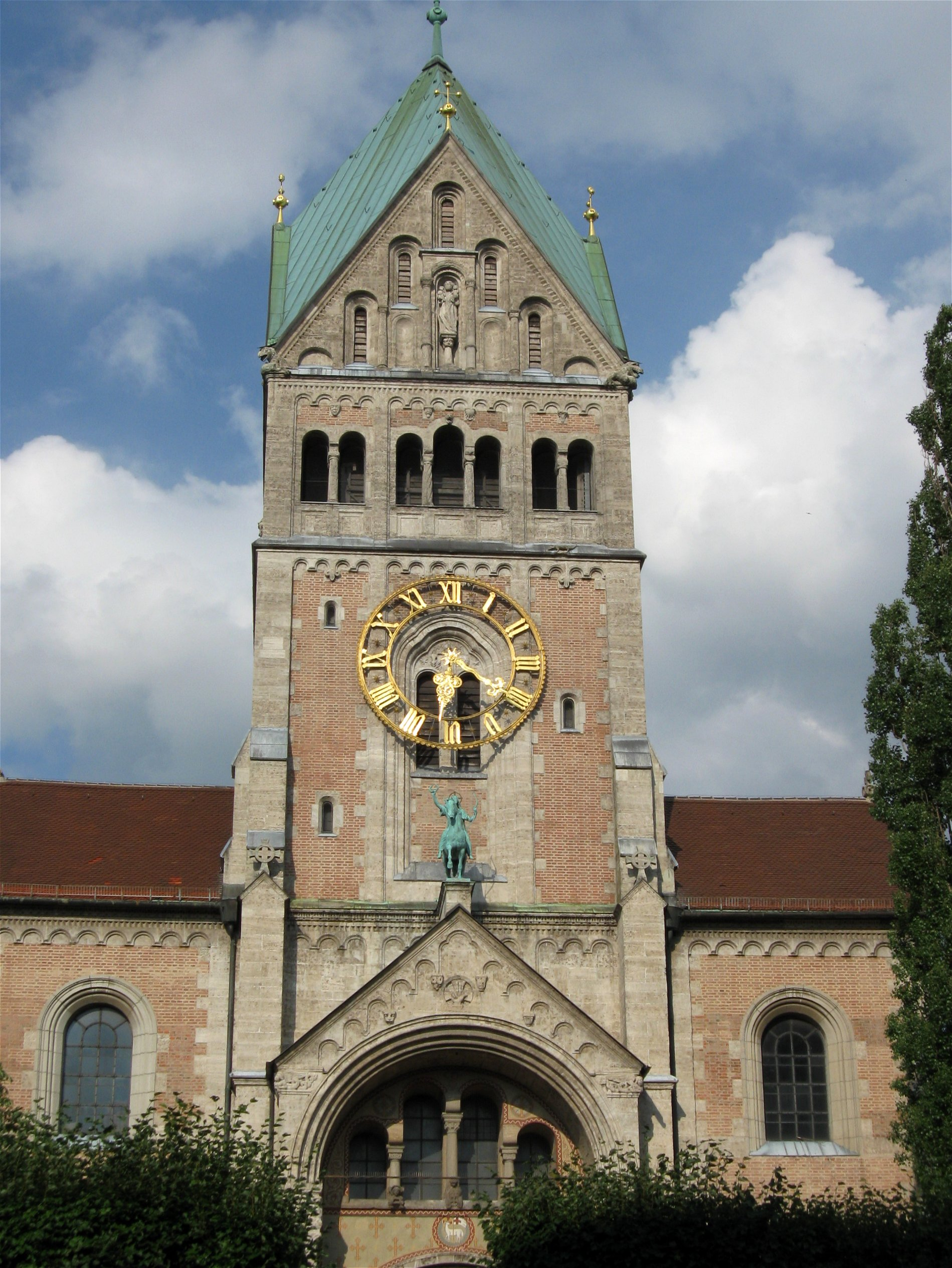
Pfarrkirche St. Anna im Lehel, Lehel, Munich, 1887–1892
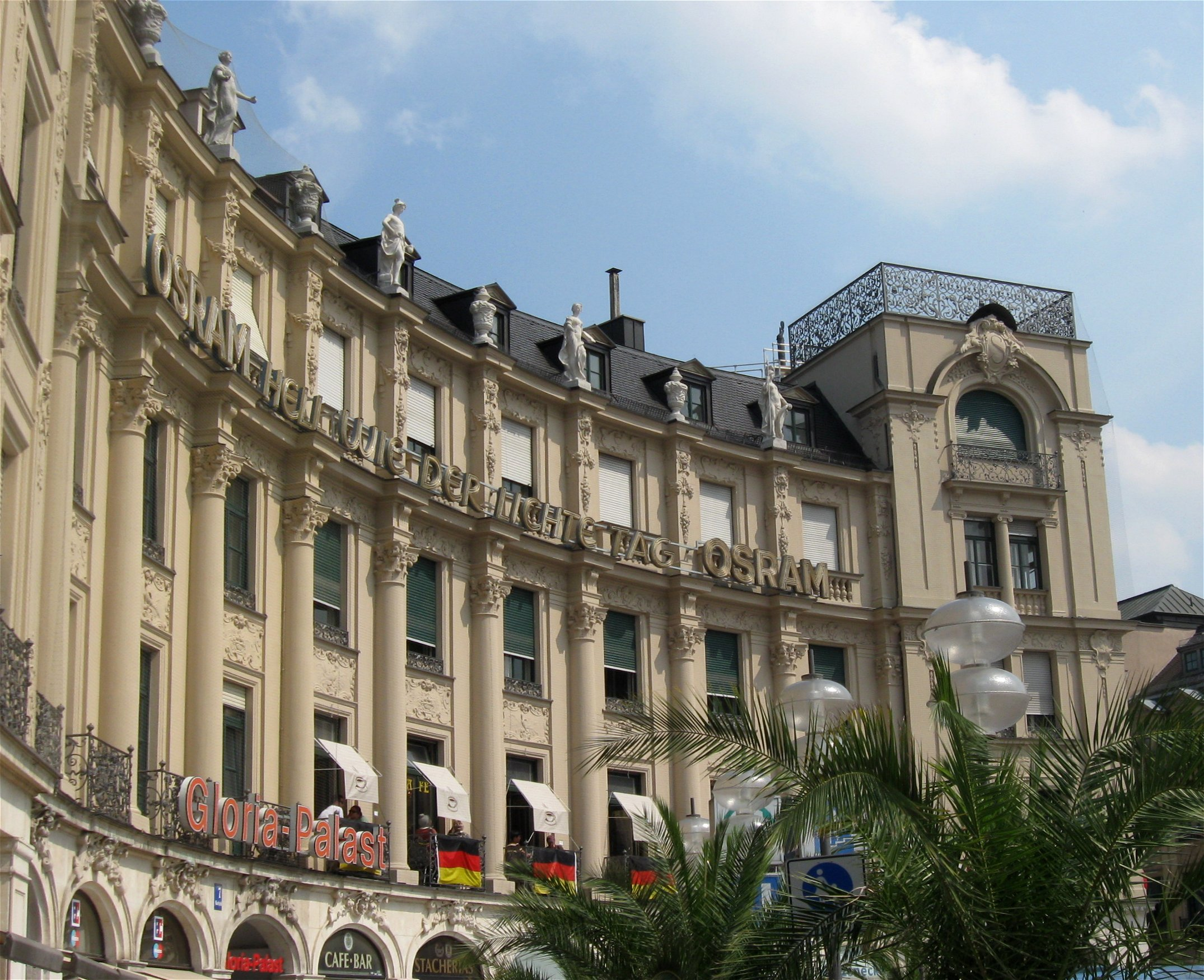
Rondell edificios en Karlsplatz, Múnich, 1899–1900
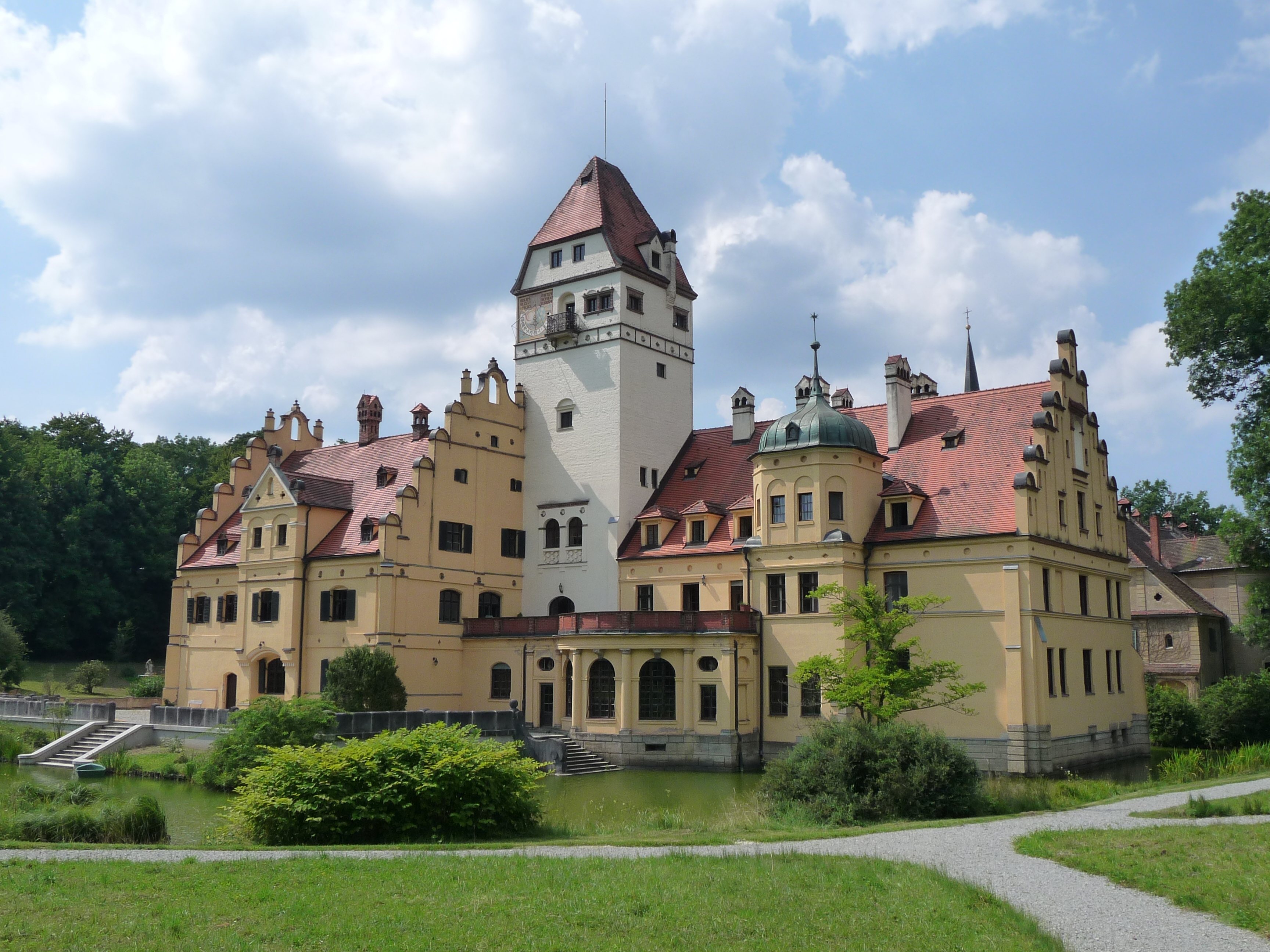
Castillo de Schönau, Schönau (Rottal), 1899–1900
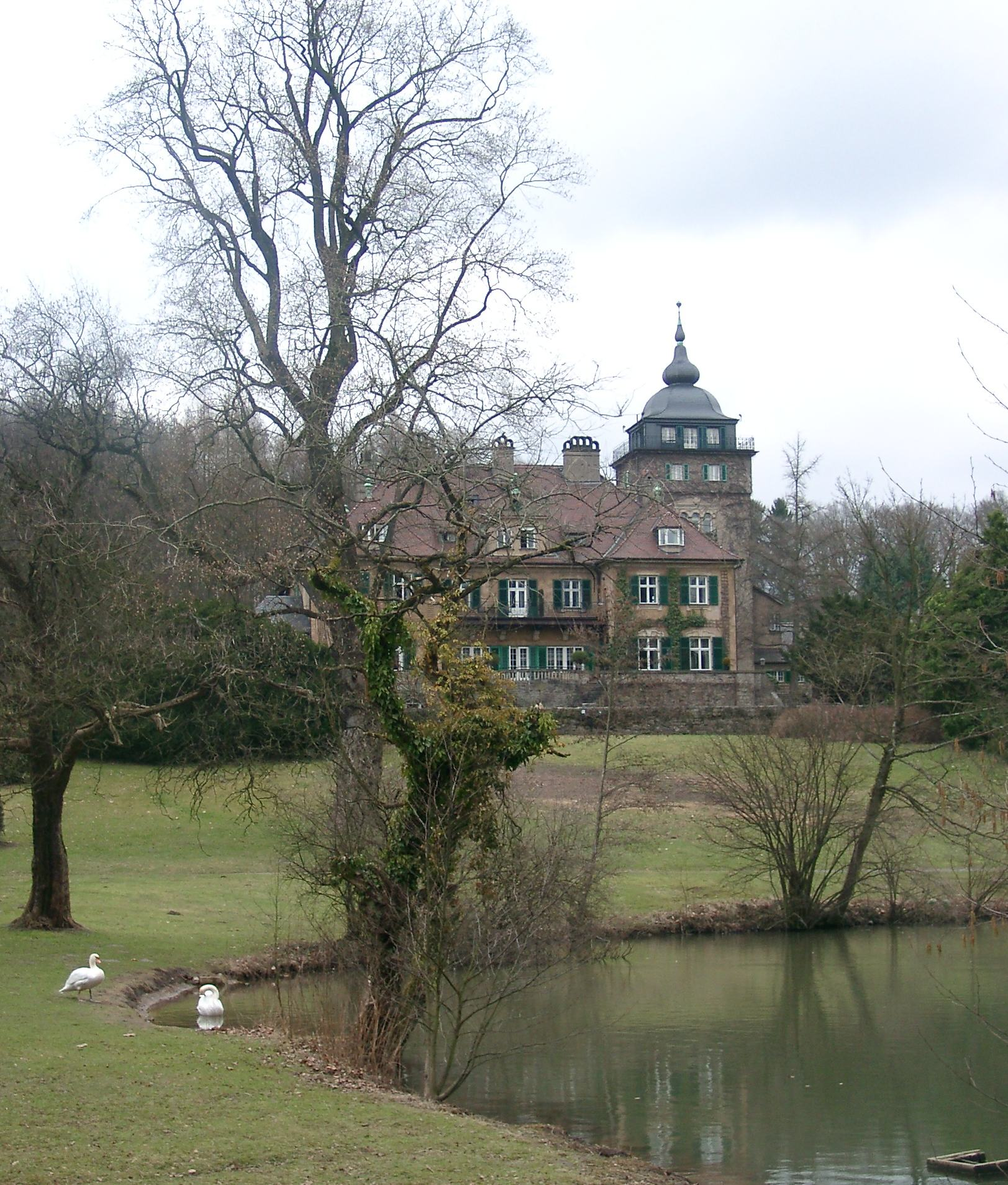
Castillo Lerbach, Bergisch Gladbach, 1900
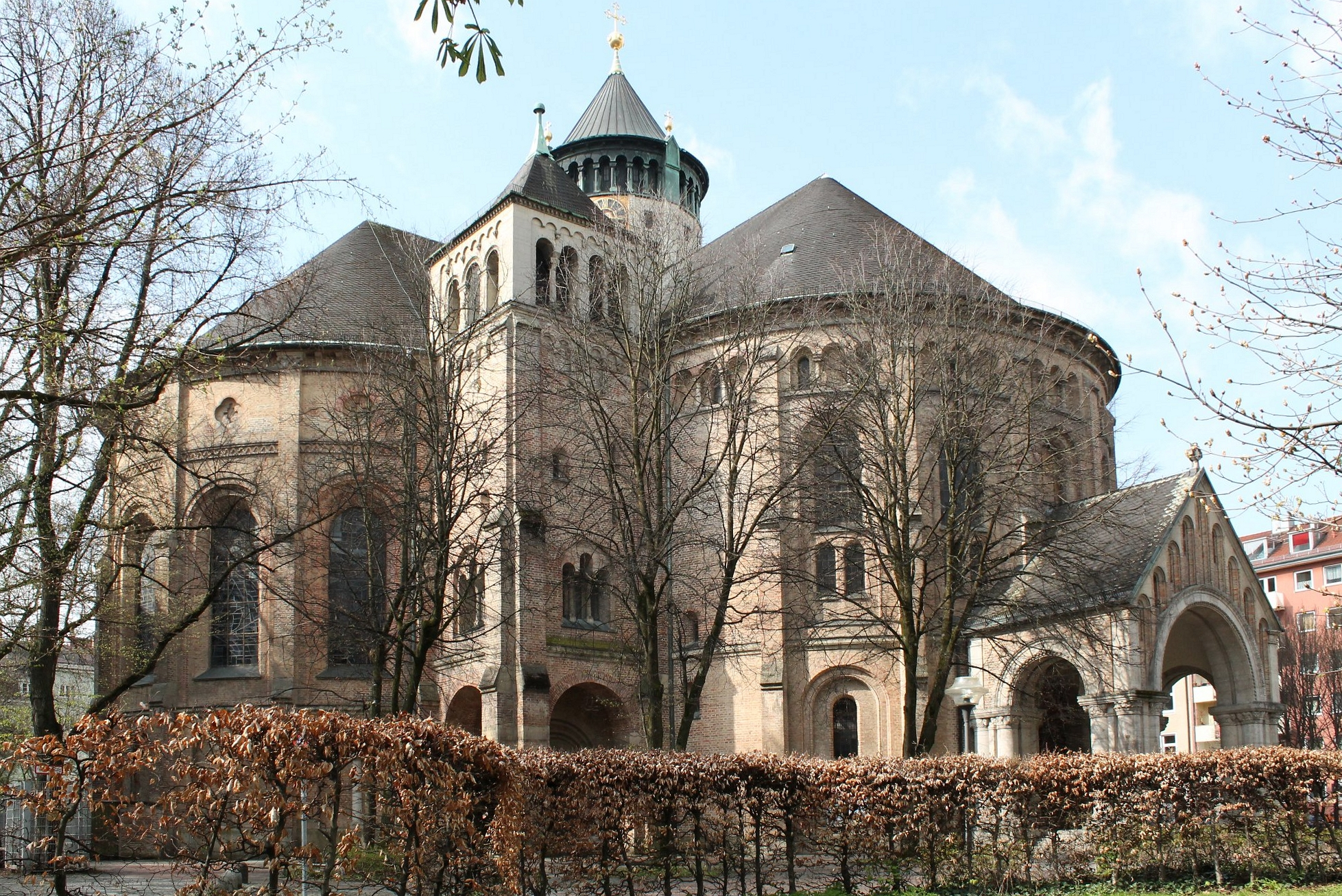
St. Rupert (Munich), Múnich, 1901–1903
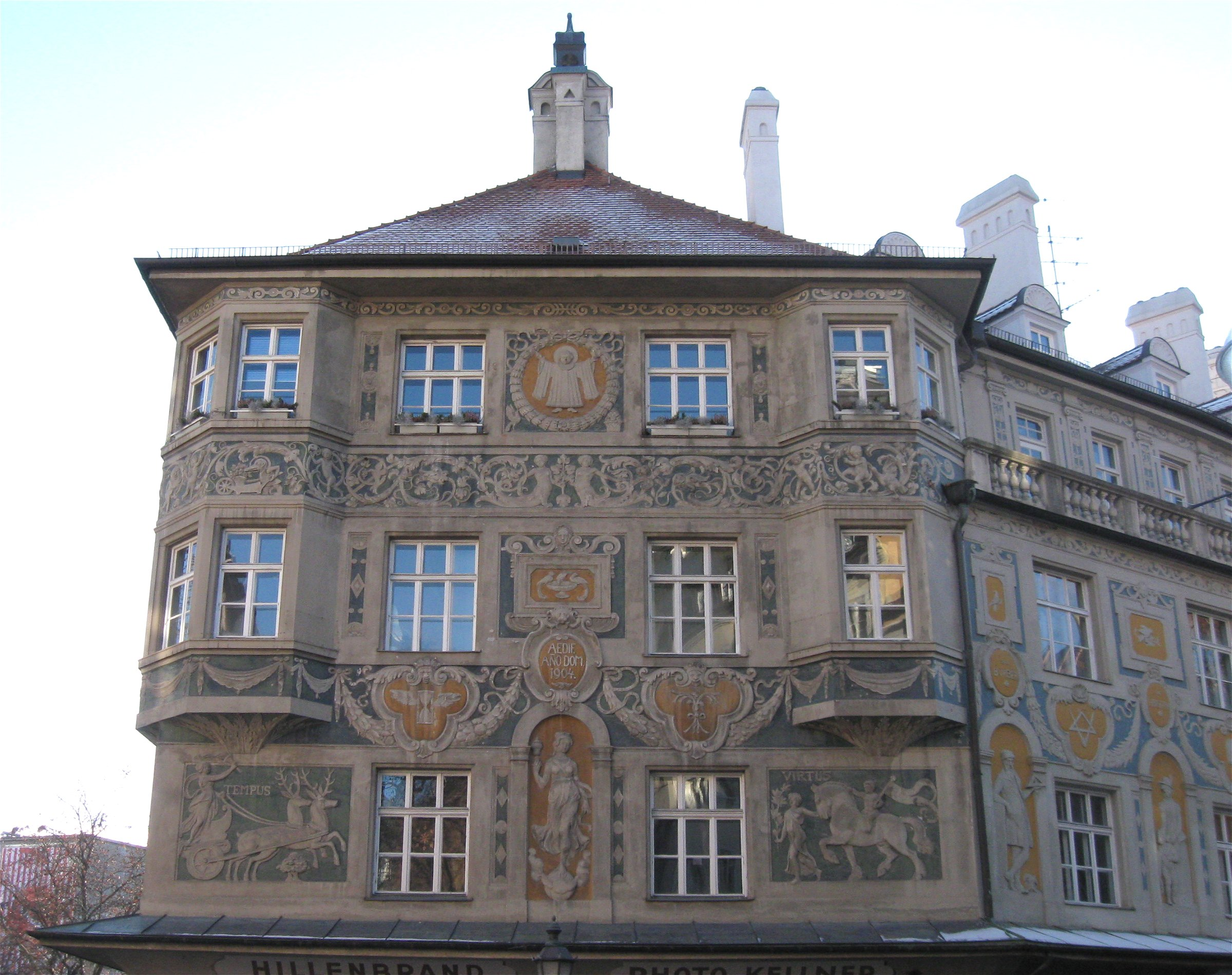
Ruffinihaus en Rindermarkt 10, Munich, 1903–1905
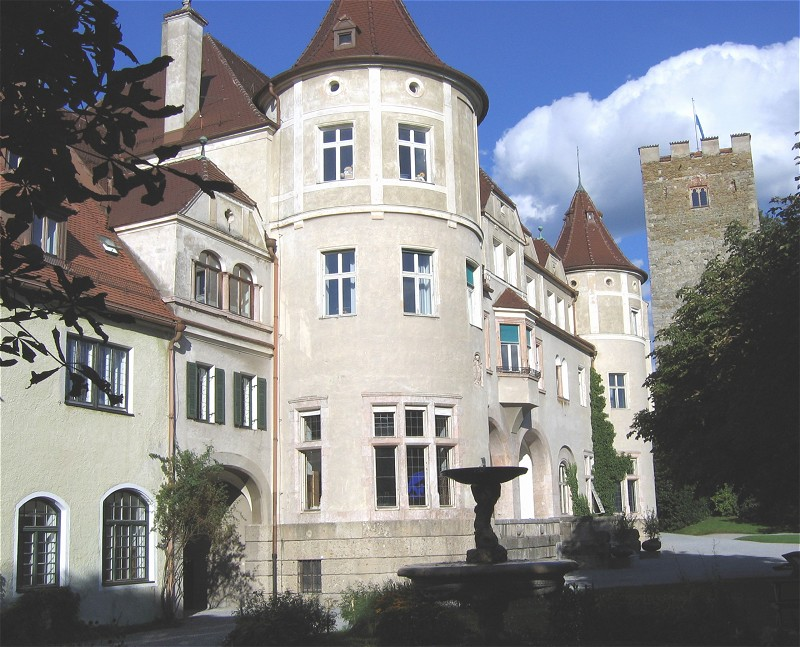
Neubeuern Castle[1] 1904–1908
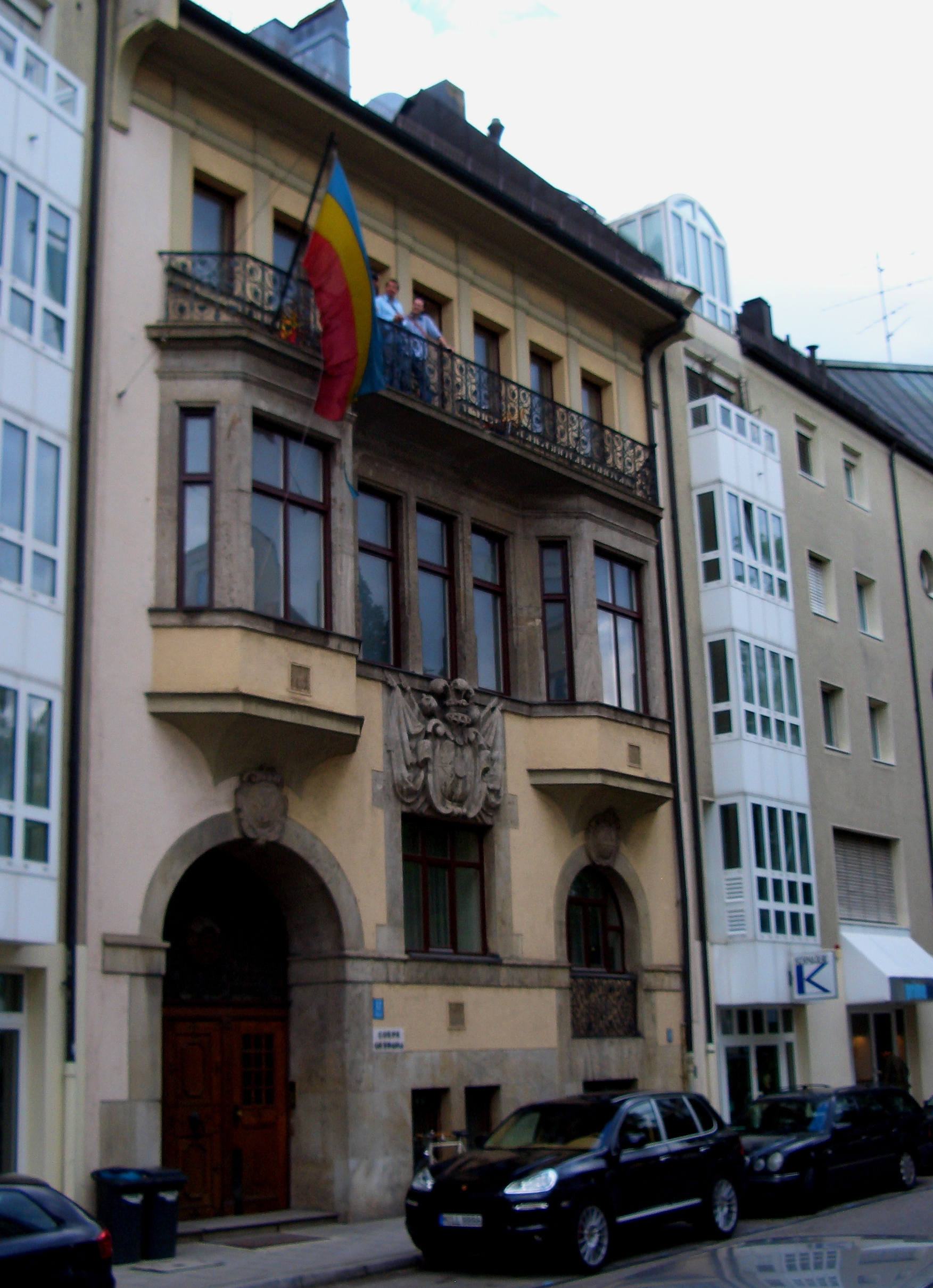
Corpshaus de Corps Germania Munich
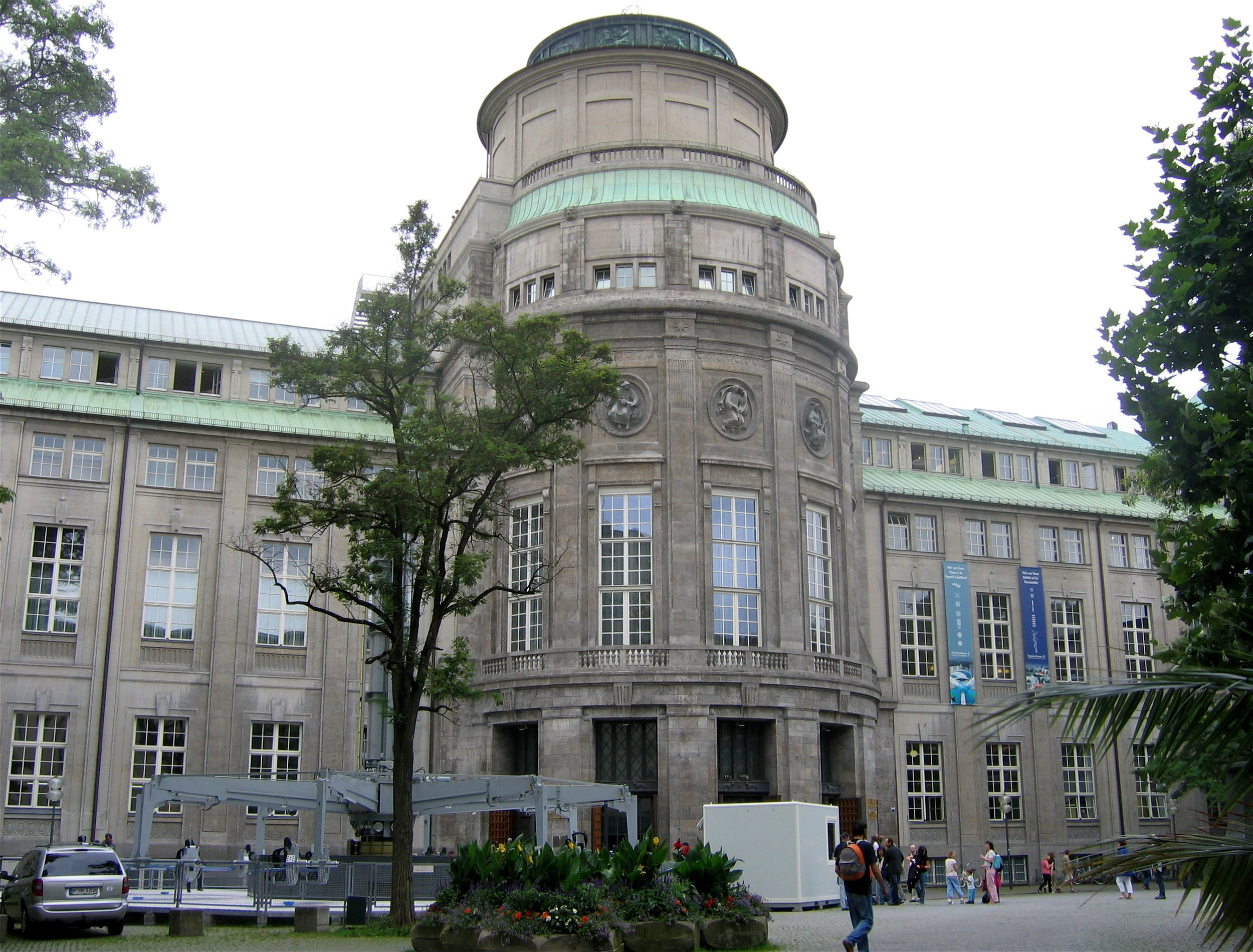
Deutsches Museum, Múnich (iniciado en 1906; después de la muerte de Gabriel von Seidel, fue continuado por su hermano Emanuel von Seidl; la construcción se terminó in 1925)
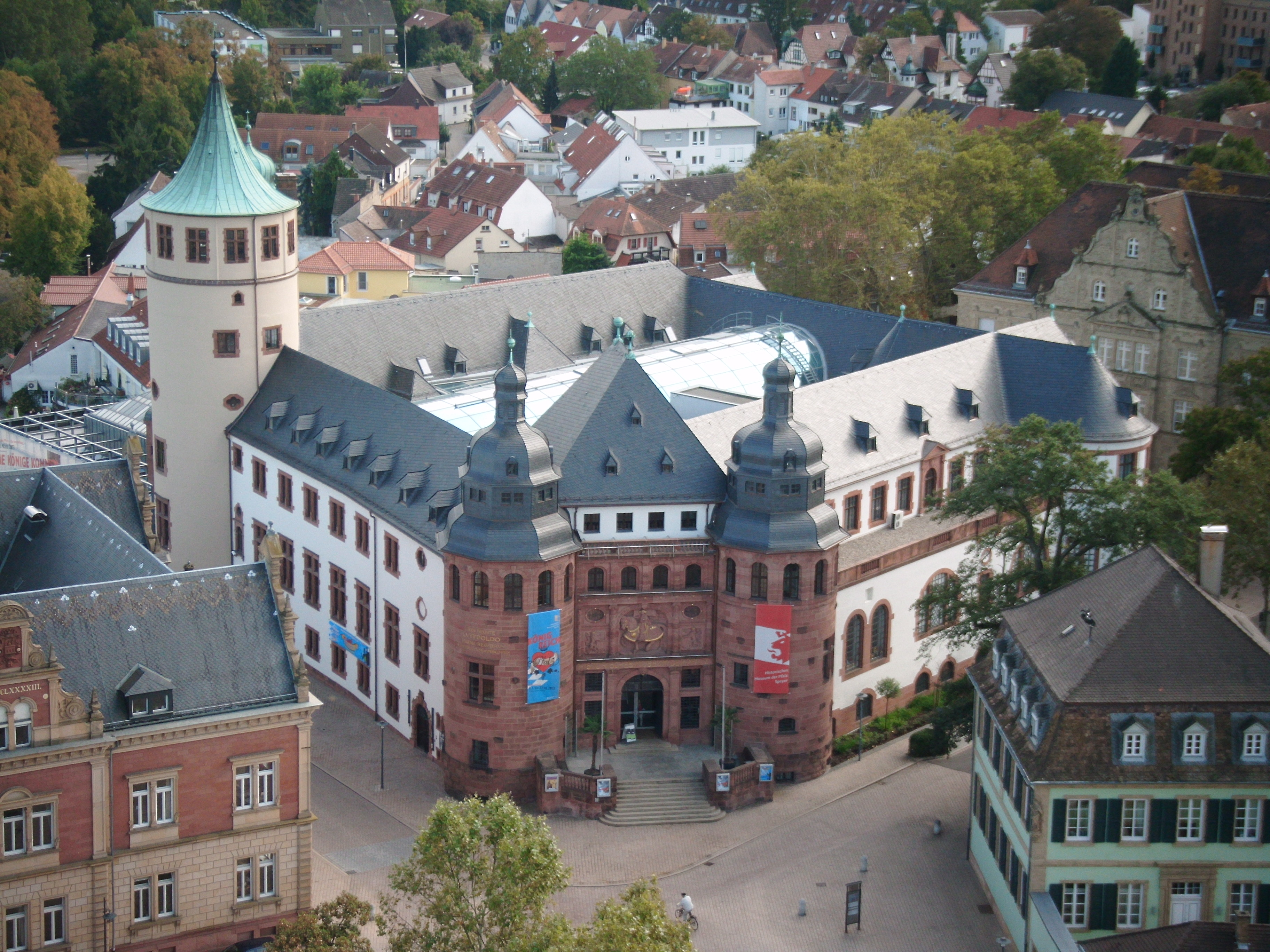
Historical Museo del Palatinado, Speyer, 1907
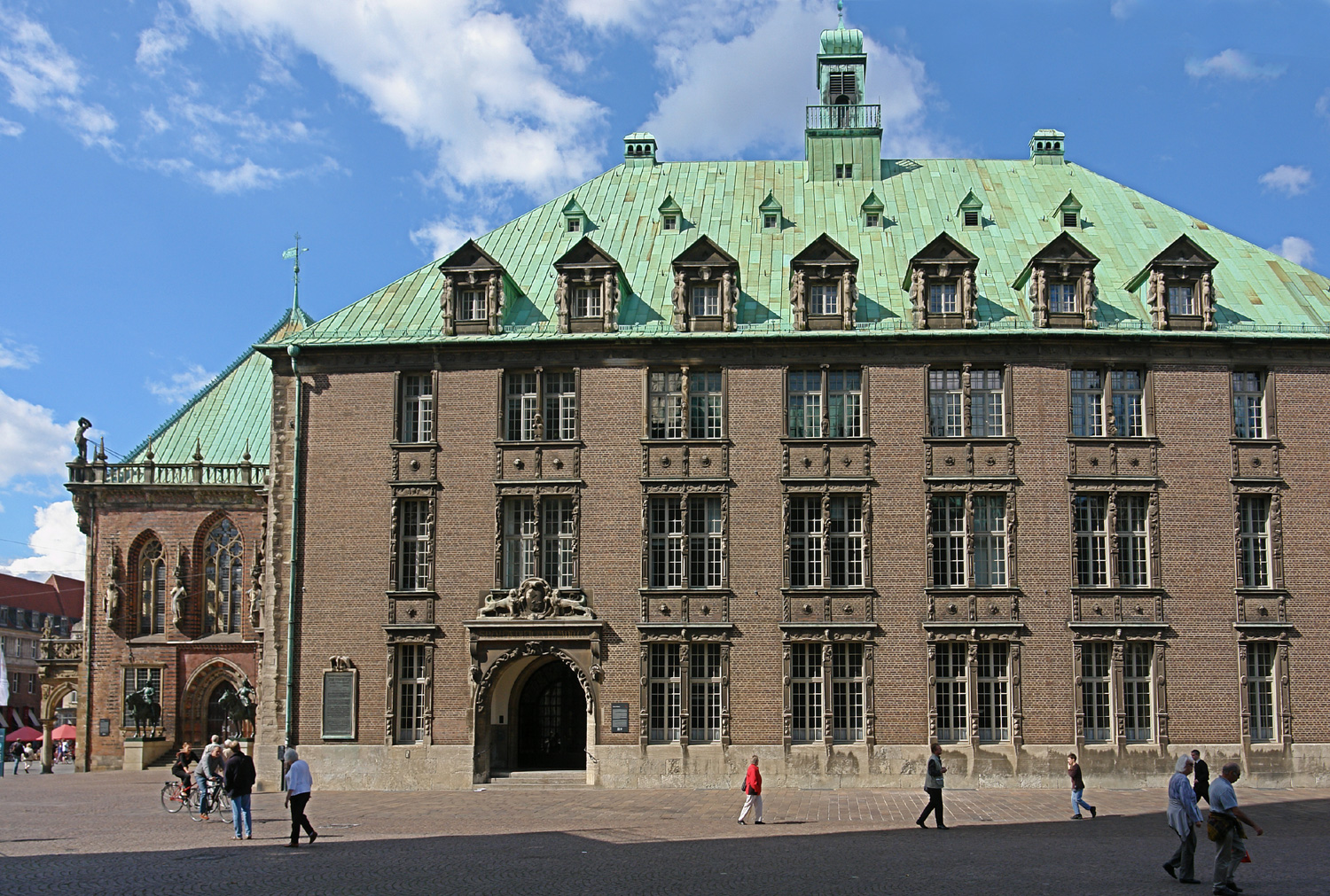
Ayuntamiento de Bremen, 1909–1913
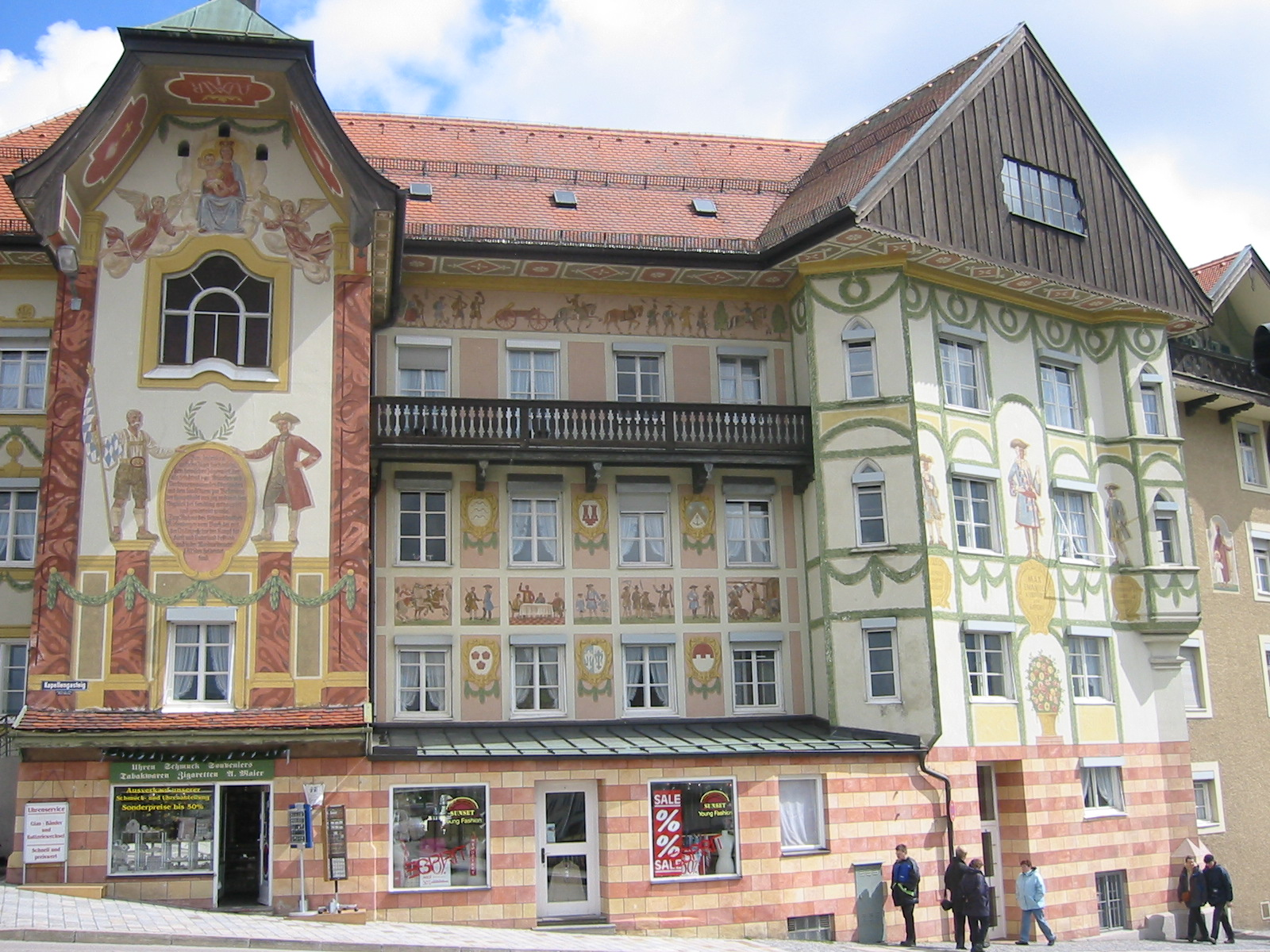
Redesign of Marienstift, Bad Tölz
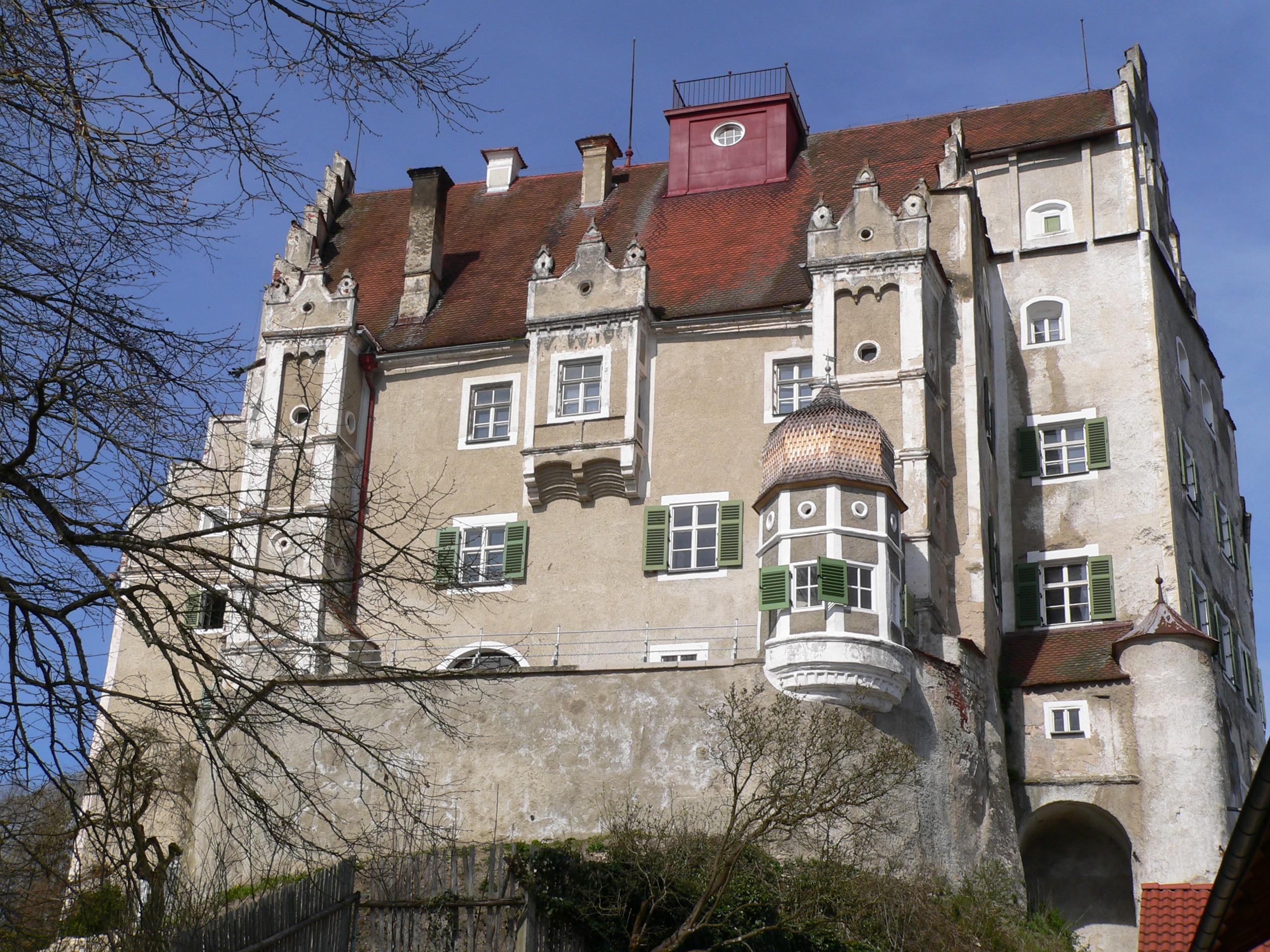
Schloss Sandersdorf, renovation, 1900